# Canadian Soo

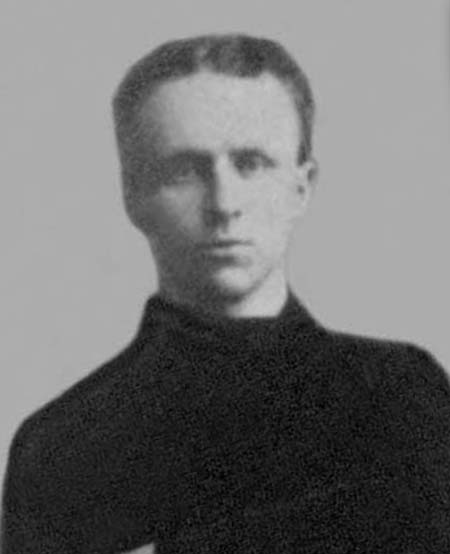
William "Lady" Taylor med Canadian Soo.

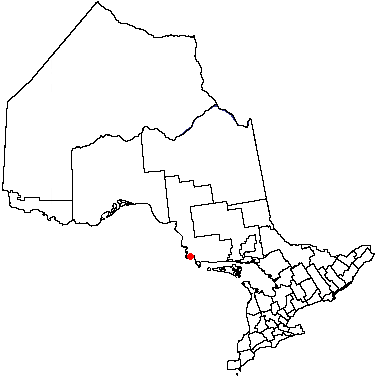
Sault Ste. Maries läge i Ontario.

Canadian Soo, även kallat Sault Ste. Marie Marlboros och Canadian Soo Algonquins, var ett kanadensiskt professionellt ishockeylag i Sault Ste. Marie, Ontario, som spelade i IPHL åren 1904–1907.

## Historia
Canadian Soo var ett av de fem lag, och det enda från Kanada, som säsongen 1904–05 gick med i International Professional Hockey League, IPHL, den första helprofessionella ishockeyligan i Nordamerika. De andra lagen var Portage Lakes Hockey Club, Calumet-Laurium Miners och Michigan Soo Indians från norra Michigan samt Pittsburgh Professionals från Pennsylvania.
Canadian Soo hade svårt att konkurrera på isen mot sina amerikanska motståndarlag under de två första åren och slutade sist i ligan både 1904–05 och 1905–06. 1905–06 vann man endast en match och hade −81 i målskillnad över 24 matcher. Tredje och sista säsongen ligan var verksam, 1906–07, fick laget hjälp av bland annat Hughie Lehman, Jack Marks, Newsy Lalonde och Marty Walsh och slutade tvåa i ligan, sex poäng bakom Portage Lakes HC och med mer än dubbelt så många gjorda mål som säsongen innan. Lagets rover William "Lady" Taylor gjorde flest mål av alla spelare i ligan säsongen 1906–07 med 43 mål på 24 matcher.
Då IPHL lades ner efter säsongen 1906–07 lade även Canadian Soo ner sin professionella verksamhet.
Brödratrion George, Harold och Howard McNamara spelade alla för Canadian Soo, Howard dock inte i IPHL.

## IPHL
M = Matcher, V = Vinster, F = Förluster, O = Oavgjorda, GM = Gjorda mål, IM = Insläppta mål, P = Poäng

### 1904–05
| Lag                      | M  | V  | F  | O | GM  | IM  | P  |
| ------------------------ | -- | -- | -- | - | --- | --- | -- |
| Calumet-Laurium Miners   | 24 | 18 | 5  | 1 | 131 | 75  | 37 |
| Houghton-Portage Lakes   | 24 | 15 | 7  | 2 | 98  | 81  | 32 |
| Michigan Soo Indians     | 24 | 10 | 13 | 1 | 81  | 79  | 21 |
| Pittsburgh Professionals | 24 | 8  | 15 | 1 | 82  | 114 | 17 |
| Canadian Soo             | 24 | 6  | 17 | 1 | 97  | 140 | 13 |

### 1905–06
| Lag                      | M  | V  | F  | O | GM  | IM  | P  |
| ------------------------ | -- | -- | -- | - | --- | --- | -- |
| Houghton-Portage Lakes   | 24 | 19 | 5  | 0 | 105 | 70  | 38 |
| Michigan Soo Indians     | 24 | 18 | 6  | 0 | 126 | 57  | 36 |
| Pittsburgh Professionals | 24 | 15 | 9  | 0 | 121 | 84  | 30 |
| Calumet Miners           | 24 | 7  | 17 | 0 | 48  | 108 | 14 |
| Canadian Soo             | 24 | 1  | 23 | 0 | 56  | 137 | 2  |

### 1906–07
| Lag                      | M  | V  | F  | O | GM  | IM  | P  |
| ------------------------ | -- | -- | -- | - | --- | --- | -- |
| Houghton-Portage Lakes   | 24 | 16 | 8  | 0 | 102 | 102 | 32 |
| Canadian Soo             | 24 | 13 | 11 | 0 | 124 | 123 | 26 |
| Pittsburgh Professionals | 25 | 12 | 12 | 1 | 94  | 82  | 25 |
| Michigan Soo Indians     | 24 | 11 | 13 | 0 | 103 | 88  | 22 |
| Calumet Wanderers        | 25 | 8  | 26 | 1 | 96  | 124 | 17 |

Tabeller från hockeyleaguehistory.com

## Spelare
| Namn                       | Födelsedatum & Ort                        | Position              | Säsonger          |
| -------------------------- | ----------------------------------------- | --------------------- | ----------------- |
| William "Lady" Taylor      | 4 oktober 1882, Brantford, Ontario        | Center & Rover        | 1904–1907         |
| Frank Clifton              | 28 november 1883, Alliston, Ontario       | Center                | 1904–1906         |
| Roy Brown                  | 13 december 1880, Mitchell, Ontario       | Back                  | 1904–05 & 1906–07 |
| Pete Maltman               | 6 september 1874, Oshawa, Ontario         | Målvakt               | 1904–05           |
| Charles Collins            | 18 september 1882, Collingwood, Ontario   | Högerforward & Center | 1904–05           |
| Jack Ward                  | Rat Portage, Ontario                      | Forward               | 1904–05           |
| Edward "Texas" Gilliard    | 21 september 1874, Paris, Ontario         | Back                  | 1904–05           |
| Richard J. "Dick" O'Leary  | Prescott, Ontario                         | Back                  | 1904–05           |
| Garnet Sixsmith            | 15 januari 1885, Ottawa, Ontario          | Högerforward          | 1904–05           |
| Findlay Alex               | 29 april 1883, Sault Ste. Marie, Ontario  | Back                  | 1904–05           |
| Jim Charles McClurg        | 22 oktober 1882, Woodstock, Ontario       | Back                  | 1904–05           |
| Charles L. Corbett         | 31 augusti 1882, Omemee, Ontario          | Vänsterforward        | 1904–05           |
| Oliver Seibert             | 18 mars 1881, Berlin, Ontario             | Center                | 1904–05           |
| Powell                     |                                           |                       | 1904–05           |
| Harold McNamara            | 3 augusti 1889, Randolph, Ontario         | Back                  | 1905–1907         |
| Edmund Decarie             | 8 augusti 1883, Hawkesbury, Ontario       | Center                | 1905–06           |
| Antoine Ratte              | 28 februari 1874, Kingsey, Quebec         | Högerforward          | 1905–06           |
| Charles D. "Baldy" Spittal | 17 november 1874, Ottawa, Ontario         | Back                  | 1905–06           |
| Cliff Hollingsworth        | 17 september 1885, Prescott, Ontario      | Back                  | 1905–06           |
| Haddo Francis Black        | 9 november 1880, Windsor, Ontario         | Högerforward          | 1905–06           |
| John Douglas "Dad" Stewart | 20 juli 1884, Whitby, Ontario             | Back                  | 1905–06           |
| Melford Milne              | 25 december 1883, Chelsea, Quebec         | Back                  | 1905–06           |
| Con Corbeau                | 8 maj 1885, Penetanguishene, Ontario      | Back                  | 1905–06           |
| Stephen Darcy Regan        | 9 maj 1878, Orillia, Ontario              | Målvakt               | 1905–06           |
| Newsy Lalonde              | 31 oktober 1887, Cornwall, Ontario        | Center                | 1906–07           |
| Jack Marks                 | 8 februari 1882, Brantford, Ontario       | Vänsterforward        | 1906–07           |
| Dick Wilson                | 4 juni 1883, Kingston, Ontario            | Rover                 | 1906–07           |
| Edward J. "Dutch" Schaefer | September 1887, Tavistock, Ontario        | Vänsterforward        | 1906–07           |
| Marty Walsh                | 16 oktober 1883, Kingston, Ontario        | Center                | 1906–07           |
| Harry McRobie              | 16 juni 1878, Iroquois, Ontario           | Back                  | 1906–07           |
| Ambrose Degray             | 15 februari 1882, Cornwall, Ontario       | Rover                 | 1906–07           |
| Joe Oullette               | 9 oktober 1884, Ottawa, Ontario           | Vänsterforward        | 1906–07           |
| Edward "Ted" Drolet        |                                           | Vänsterforward        | 1906–07           |
| George McNamara            | 26 augusti 1886, Penetanguishene, Ontario | Back                  | 1906–07           |
| Hugh Lehman                | 27 oktober 1885, Pembroke, Ontario        | Målvakt               | 1906–07           |

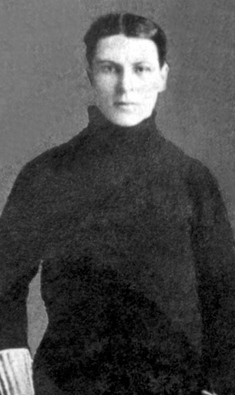
Roy Brown.

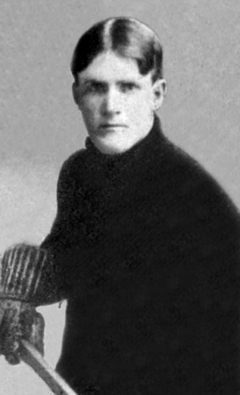
Jack Ward.

Källor: Society for International Hockey Research på sihrhockey.org, samt The Origins and Development of the International Hockey League and its effect on the Sport of Professional Ice Hockey in North America av Daniel S. Mason.